# Václav Vodička
Václav Vodička, psán též Wodiczka, Wodizka, Wodička, Woditska, Vodiska, Wodik, Wodozky, Wenzel či Wenzeslaus (* mezi 1715–1720?, † 1. července 1774, Mnichov) byl český houslista, hudební pedagog a skladatel.

## Život
O rodinném původu, datu, místu narození, dětství a mládí skladatele není nic známo. První doložená zpráva uvádí, že se 1. července 1732 stal houslistou kapely bavorského kurfiřta Karla Albrechta v Mnichově. V roce 1739 byly v Paříži vydány jeho houslové sonáty op. 1. Roku 1745 obdržel titul „Kammerdiener“ princezny Marie Anny Caroliny, sestry Karla Albrechta a v roce 1747 byl povýšen na post koncertního mistra mnichovské dvorní kapely a jmenován dvorním radou. Roku 1741 se oženil s dvorní pěvkyni Marii Johannou Brentani.
Byl jedním ze zakladatelů Cecilského bratrstva dvorních hudebníků a vyučoval hru na housle v jezuitském hudebním ústavu Seminarium Gregorianum. Mezi jeho přátele patřil mimo jiné Leopold Mozart.

## Dílo

### Komorní hudba
- Sei sonate a violino solo e basso (1739)
- Huit sonates pour le violon et la basse dont il y en a quatre pour la flute traversiere (1742)
- Sei sonate a flauto solo e basso e violoncello (1753)

### Orchestrální skladby
- 24 Sinfonie per la Capella Elettoriale
- Symfonie B dur
- Symfonie C dur
- Symfonie Es dur
- Koncert pro flétnu a orchestr D-dur
- Koncert pro housle a orchestr D-dur
- Koncert pro housle a orchestr A-dur
- Koncert pro housle a orchestr A-dur

Kromě hudebních skladeb je jeho nejvýznamnějším dílem škola hry na housle, která byla vydána kolem roku 1757 u Arnolda Olofsena v Amsterdamu. Je to první učebnice houslové hry českého autora.